# NGC 436
NGC 436 là một cụm sao mở nằm trong chòm sao Tiên Hậu. Nó được phát hiện vào ngày 3 tháng 11 năm 1787 bởi William Herschel. Nó được Dreyer mô tả là một "cụm, hình nhỏ, không đều, khá nén".